# Phanerotoma analis
Phanerotoma analis är en stekelart som beskrevs av Herbert Zettel 1990. Phanerotoma analis ingår i släktet Phanerotoma och familjen bracksteklar. Inga underarter finns listade i Catalogue of Life.